# Литература Кубы
Кубинская литература (исп. La literatura cubana) — литература на испанском языке, написанная кубинскими авторами. Зародилась в XVI веке с началом испанской колонизации острова Куба, однако до второй половины XIX века, когда появилось литературное движение «модернизма», была практически неизвестна в мире. 
Является одной из важнейших составляющих культуры Кубы, внёсшей значительный вклад в развитие всей латиноамериканской литературы.

## История

### XVI—XVII века
Литература на испанском языке появилась на территории острова Куба с началом испанской колонизации. Конкистадоров сопровождали хронисты, записывавшие и комментировавшие важнейшие события конкисты. В этих хрониках была представлена только позиция испанских завоевателей, так, как предназначались они для испаноязычных читателей. Исключением в этом ряду стала книга «История Индий» Бартоломе де лас Касаса (1484—1566), монаха-доминиканца трудившегося на острове в начале XVI века.
Первое литературное произведение было написано на Кубе в 1608 году. Им стала историко-эпическая поэма «Зерцало терпения» Сильвестра де Бальбоа-и-Троя де Кесада (1563—1647), в которой повествовалось о похищении епископа-монаха Хуана де лас Кабесас-Альтамирано пиратом Хильберто Хироном. Следом в XVII веке на Кубе были написаны и изданы ещё несколько произведений.

### XVIII век
В XVIII веке берёт начало кубинская драматургия. В 1739 году в Севилье состоялась премьера первой кубинской пьесы «Принц-садовник и притворщик Клоридано» Сантьяго Питы. Это была комедия, построенная на имитации искусственных выражений того времени, с редкими реминисценциями из Лопе де Веги, Кальдерона де ла Барки и Агустина Морето.
В конце XVIII века зарождается национальная кубинская поэтическая традиция, что, прежде всего, связано с творчеством поэтов Мануэля де Секейры-и-Аранго (1764—1846) и Мануэля Хусто де Рубалькава (1769—1805). В своих произведениях оба поэта описывают события и природу родины-колонии, а не далёкой метрополии. В их творчестве приоритеты отданы всему кубинскому, как, например, в оде «Ананас» Секейры и стихотворении «Кубинская сильва» Рубалькавы.

### XIX век
Для неоклассицизма в кубинской литературе (1790—1820), наряду с историями античных богов, характерна демонстрация особой роли природы, в чём заключалось отличие от аналогичного течения в испанской литературе. Франсиско Победа-и-Арментерос (1796—1881) — поэт, чьё творчество представляет собой промежуточный этап между «высоким стилем» и «народной культурой» и чей стиль стал одним из первых, начавших процесс «кубанизации» поэзии на острове. В это же время, писатель и литературный критик Доминго дель Монте заложил основы «кубанизации» местной прозы.
Для романтизма в кубинской литературе (1829—1849) характерен разрыв с литературной традицией метрополии. Национальная поэзия начала самостоятельное развитие. Первым кубинским поэтом-романтиком является Хосе Мария Эредия (1803—1839), который также был эссеистом и драматургом. Патриот и сторонник независимости Кубы, он был вынужден эмигрировать в США, откуда переехал Мексику. В 1826 году, вместе с Клаудио Линати и Флоренсио Галли, основал литературный журнал «Ирис», единственный в своем роде, следом ещё два больших журнала — «Смесь» (1829—1832) и «Минерва» (1834). Среди наиболее известных его поэтических произведений два описательно-повествовательных стихотворения «В храме Чолула» (1820—1832), в котором он с восхищением описывает руины в Пуэбле и обличает религию ацтеков, и «Водопады» (1824), где автор описывает неукротимую мощь Ниагарских водопадов. В обеих произведениях впервые в латиноамериканской литературе появляется новый персонаж — авторское «я», вписанное в природный ландшафт.
Особую роль в развитии романтизма в кубинской литературе сыграло творчество Хертрудис Гомес де Авельянеда (1814—1873). Писательница стала одной из основательниц жанра латиноамериканского романа. Другими известными кубинскими прозаиками-романтиками являются Габриэль де ла Консепсьон Вальдес (1809—1844) и Хуан Франсиско Мансано (1797—1854).
Следующим значительным этапом в истории кубинской поэзии стало творчество Хуана Клементе Сенеа (1832—1871), Луисы Перес де Самбраны (1837—1922) и Мерседес Матаморос (1851—1906). Их творчество заложило основы модернизма — кубинской поэтической традиции, которой некоторое время не хватало универсальности. Эта проблема была блестяще решена выдающимся кубинским поэтом Хосе Марти (1853—1895).
Влияние французской поэтической традиции заметно в творчестве поэта Хулиана дель Касаля (1863—1893). Характерными чертами его поэзии являются интеллектуализм, восприятие слова, как произведения искусства, трагичность и мортуарность.
В XIX веке на Кубе получила развитие философская и историческая литература, авторами которой были Феликс Варела (1788—1853), Хосе Антонио Сако (1797—1879) и Хосе де ла Лус Кабальеро (1800—1862), чьи сочинения подготовили поколение патриотов. Романы против рабства были написаны кубинскими писателями Сирило Вильяверде (1812—1894), Рамоном де Пальмой (1812—1860) и Хосе Рамоном Бетанкуром (1823—1890). Известными кубинскими писателями XIX века, описавшими в своих произведениях национальные обычаи и культуру, были Хосе Викториано Бетанкур (1813—1875) и Хосе Мария де Карденас-и-Родригес (1812—1882). Представителями эстетического направления в позднем романтизме были Рафаэль Мария де Мендиве (1821—1886), Хоакин Лоренсо Луасес (1826—1867) и Хосе Форнарис (1827—1890). Известным кубинским литературным критиком XIX века был Энрике Хосе Варона (1849—1933).

Писатели XIX века
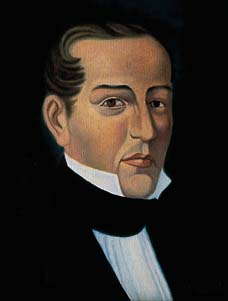
Хосе Мария Эредия (1803 — 1839)
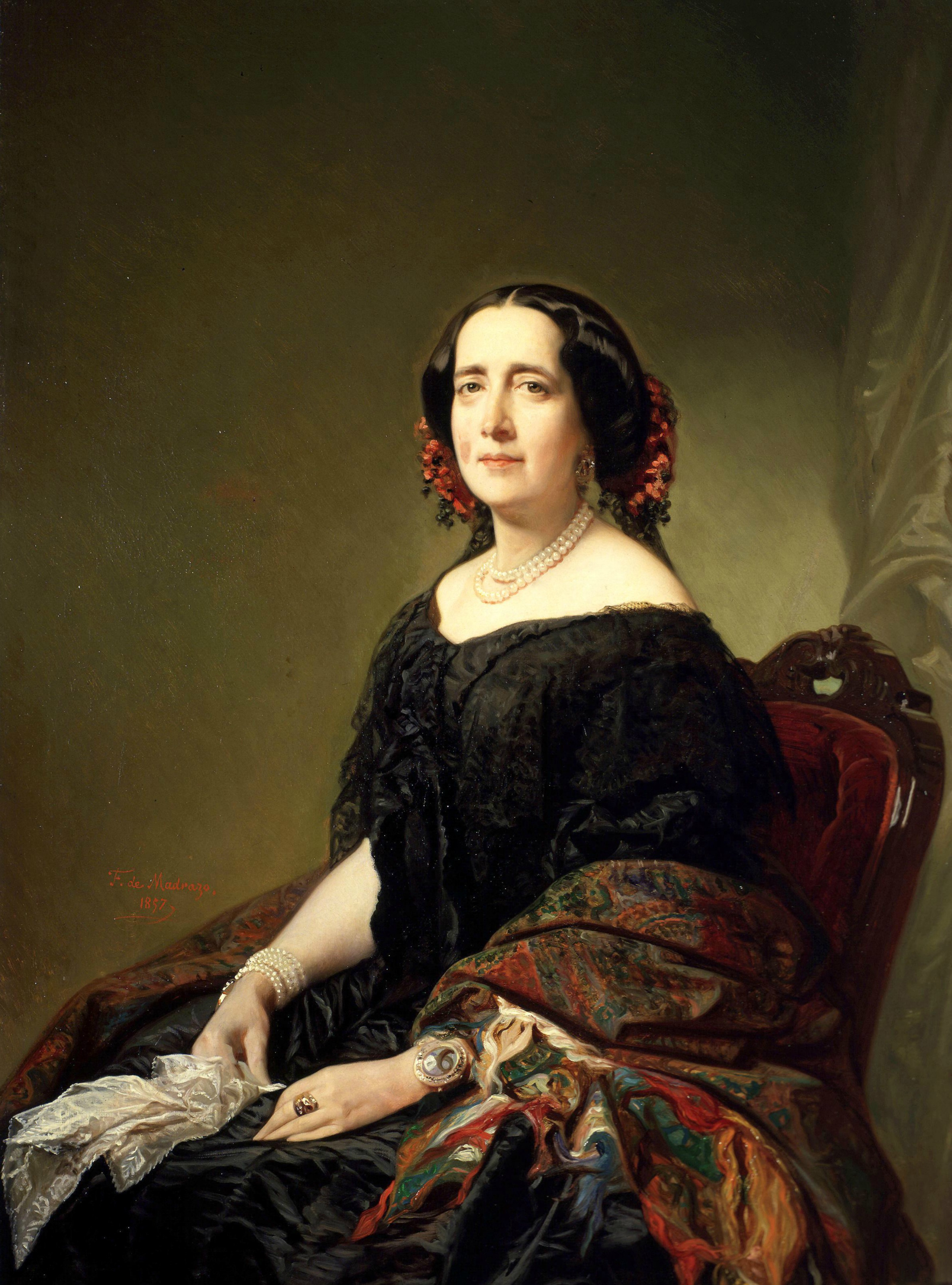
Хертрудис Гомес де Авельянеда (1814 — 1873)
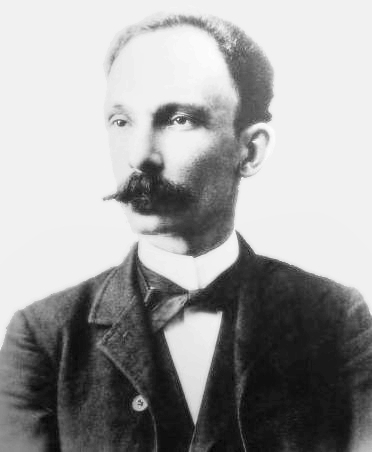
Хосе Марти (1853 — 1895)

### XX век
Кубинская литература в первой половине XX века, не только была отмечена влиянием творчества двух великих писателей-модернистов — Хулиана дель Касаля и Хосе Марти, но и отстаиванием кубинской национальной идентичности, в первую очередь от американского влияния.

## Поэзия
В первой половине XX века традиции поэзии модернизма продолжили Рехино Боте (1923—1999), Хосе Мануэль Поведа (1888—1926), Рубен Мартинес Вильена (1899—1934), Хосе Сакариас Тальет (1893—1989) и Рехино Педросо (1896—1983).
Разрыв с модернизмом был осуществлён Агустином Акостой (1886—1979) в произведении «Урожай» (1926), ознаменовавшем начало авангардизма. Период модернизма завершился произведением «Угасание стихотворения» (1928) Мариано Бруля (1891—1956), видного представителя чистой поэзии на Кубе. Авангардизм по-разному был представлен в поэтических произведениях — реалистичный у Николаса Гильена (1902—1989), абстрактный у Дульсе Марии Лойнас (1902—1997) и Эухенио Флорита (1903—1999). Переходные черты между модернизмом и авангардизмом заметны в поэзии Эмилио Бальягаса (1908—1954).
В 1940 году возникло второе течение кубинских поэтов-авангардистов в группе писателей, сформировавшейся вокруг журнала «Ревиста Орихенес». Лидером группы был Хосе Лесама Лима (1910—1976), вокруг которого объединились Анхель Кастелу (1914—2003), Гастон Бакеро (1914—1997), Вирхильо Пиньера (1912—1979), Лоренсо Гарсия Вега (1926—2012), Октавио Смит (1921—1981), Синтио Витьер (1921—2009), Фина Гарсиа Маррус (1923-2022) и Элисео Диего (1920—1994). Другими видными поэтами того поколения были Самуэль Фейхоо (1914—1992) и Феликс Пита-Родригес (1909—1990).
Следом за поэтами-авангардистами пришло «поколение пятидесятников», поэтов, родившихся между 1925 и 1945 годами. Их творчеству характерен широкий диапазон направлений — от неоромантизма до верлибра. Лучшими представителями этой группы были Карильда Оливер-Лабра (род. 1923), Роландо Эскардо (1925—1960), Фаяд Хамис (1930—1988), Роберто Фернандес Ретамар (1930—2019), Сесар Антонио де Хесус Лопес-и-Нуньес (род. 1933), Антон Арруфат (1935-2023), Эберто Падилья (1932—2000) и Мануэль Диас Мартинес (1936-2023).
Для творчества первой волны поэтов «поколения пятидесятников», родившихся между 1925 и 1929 годами — Клевы Солис (1918—1997), Карильды Оливер-Лабры, Рафаэлы Чакона-Нарди (1926—2001), Роберто Фриоля (1928—2010), Франсиско де Ораа (1929—2010), характерен неоромантизм и даже сюрреализм.
После Кубинской революции в поэзии интимность уступила место эстетике социалистического реализма, пропагандировавшейся печатным изданием «Лунес де Револусьон». Поэзия приобрела эпическое звучание, когда кульминацией в истории повседневной жизни общества провозглашалась социальная революция. В ней главным героем выступало общество, роли личности уделялось крайне мало внимания или вовсе не придавалось никакого значения. Поэты следовали в фарватере политики государства или противостояли режиму. Известными творцами гражданской лирики того времени и представителями второй волны «поколения пятидесятников», родившимися с 1930 по 1939 год, были Фаяд Хамис, Пабло Армандо Фернандес (род. 1929), Роландо Эскардо, Эберто Падилья, Сезар Антонио Лопес, Рафаэль Альсидес (род. 1933), Мануэль Диас Мартинес, Антон Арруфат, Доминго Альфонсо (род. 1935), Эдуардо Лопес Моралес (1939—1990), Луис Рауль (род. 1934) и другие сторонники коллоквиализма.
Третья волна поэтов «поколения пятидесятников», родившихся между 1940 и 1945 годами, к которым относятся Луис Рохелио Ногерас (1944—1985), Нэнси Морехон (род. 1944), Виктор Касаус (род. 1944), Гильермо Родригес Ривера (род. 1943), Хесус Кос Кауссе (1945—2007), Рауль Риверо (род. 1945), Лина де Ферия (род. 1945), Дельфин Пратс (род. 1945), Магали Алабау (род. 1945), Феликс Луис Виера (род. 1945), несмотря на кризис просторечия в поэзии в начале 1980-х годов, остались ему верны в своём творчестве.
Поэзия поколения поэтов, родившихся между 1946 и 1958 годами, разделилась на два направления. Одни использовали классические формы стихосложения. Другие верлибр. Однако оба лагеря экспериментировали с языком, иногда используя просторечие. К поэтам этого периода относятся Освальдо Наварро (1946—2008), Вальдо Гонсалес (род. 1946), Альберто Серрет (1947—2000), Рауль Эрнандес Новас (1948—1993), Анхель Эскобар (1957—1997), Карлос Марти (род. 1950), Рейна Мария Родригес (род. 1952), Альберто Акоста-Перес (1955—2012), Вирхилио Лопес-Лемус (род. 1946), Эсбертидо Росенди-Кансио (род. 1946), Рикардо Рохас-Риверон (род. 1949), Леон де ла Ос (род. 1957), Роберто Мансано (род. 1949).
Новое поколение поэтов заявило о себе во второй половине 1980-х годов. Это поколение родившихся между 1959 и 1970 года, за исключением Рамона Фернандеса-Ларреи (род. 1958). Их творчество испытало значительное влияние поэзии Хосе Лесамы Лимы и Вирхильо Пиньеры.

## Проза
см. Проза